# Épargne handicap
 (juillet 2012).
Si vous disposez d'ouvrages ou d'articles de référence ou si vous connaissez des sites web de qualité traitant du thème abordé ici, merci de compléter l'article en donnant les références utiles à sa vérifiabilité et en les liant à la section « Notes et références ».
L'Épargne handicap est un contrat d'assurance-vie conçu pour les personnes handicapées qui jouit d'avantages fiscaux spécifiques.

## Définition
L'assurance-vie profite d'une fiscalité intéressante qui en fait déjà et, depuis de nombreuses années, le placement préféré des Français. 
Pour les personnes handicapées n'ayant pas encore liquidé leurs droits à la retraite, le législateur a apporté à l'assurance vie certaines spécificités fiscales et de fonctionnement ayant pour vocation principale de leur permettre de se constituer, dans les meilleures conditions et sur une durée minimum ramenée à six ans, une épargne de prévoyance.
Il est, bien sur, tout à fait autorisé, au-delà de ce délai, de continuer à alimenter le contrat "épargne handicap" aussi longtemps qu'on le désire mais, à compter de la sixième année, il est possible de demander, à tout moment, le versement d'un capital ou d'une rente à la personne handicapée
Il est possible de transformer un contrat d'assurance-vie classique en contrat épargne handicap après-coup, même plusieurs années après l'ouverture du contrat, si on peut justifier de la présence de l'invalidité à la date de l'ouverture du contrat ; et bénéficier ainsi d'un rattrapage (rescrit no 2005/24),.
Par contre si le handicap apparaît après l'ouverture du contrat, il n'est pas possible de transformer l'assurance-vie en épargne handicap.
L'épargne handicap est définie par l'article 199 septies du Code Général des Impôts:
L'assuré doit être atteint d' « une infirmité qui l'empêche de se livrer, dans des conditions normales de rentabilité, à une activité professionnelle »

## Assuré et Souscripteur
Dans ce type de contrat, c'est la personne handicapée qui est à la fois souscripteur et assuré. Le contrat est toujours à son nom. 
Si celle-ci est un mineur, ce sont, comme pour un contrat d'assurance-vie ordinaire, ses parents qui signeront le contrat pour son compte (ou ses représentants légaux).

## Détermination du handicap
L'invalidité peut être prouvée par tous moyen de preuve (Instruction fiscale no 5 B-12-88, 3 mars 1988, BOI 5 B-12-88, no 44). 
Par exemple: une carte d'invalidité, une attestation prouvant l'admission en milieu ordinaire du travail avec réduction de salaire en raison d'un rendement professionnel notoirement diminué, décision de la MDPH en faveur d'un accueil en atelier protégé ou centre d'aide par le travail,...
(note: La MDPH contient la CDAPH ex-COTOREP)
La loi spécifie que toute personne, qu'elle soit mineure ou majeure, ayant un handicap qui lui interdit l'accès à une activité professionnelle dans des conditions normales de rentabilité a le droit de souscrire un contrat « épargne handicap ».
Ce handicap peut se traduire par une incapacité totale à accéder à un emploi mais aussi par l’accueil en atelier protégé ou en centre d’aide par le travail ou encore par une admission en milieu ordinaire de travail avec réduction de salaire en raison de rendements notoirement diminués.
La personne doit être en situation de handicap au moment de l'ouverture du contrat et ne pas bénéficier encore de ses droits à la retraite.

## Utilité
Le handicap coûte souvent très cher, de plus l'impossibilité à accéder à un emploi dans des conditions normales entrainent bien souvent des difficultés financières que n'arrivent pas à compenser les faibles allocations spécifiques.
Par des cotisations régulières qui peuvent être libres ou programmées (mensuelles, trimestrielles, annuelles ou tout autre échéancier) vous pouvez vous constituer une réserve d'argent 

## Avantages fiscaux

### Réduction d'impôts
L'article 26-I de la loi no 87-1061 du 30 décembre 1987 a prévu au sein des contrats d'assurance-vie une disposition spécifique à l'égard des contrats conclus pour les personnes handicapées (contrats «d'épargne handicap»).
Les sommes versées dans le cadre de l'épargne handicap donnent lieu à une réduction d'impôt sur le revenu égale à 25 % du montant total des primes versées.
Cette réduction est de 25 % du montant des primes que vous versez dans l'année, dans la limite de 1 525 € (soit une réduction maximale de 381,25 €) +300 €par enfant à charge (150 € par enfant en cas de résidence alternée).
Cette réduction d'impôt vient s'ajouter aux autres avantages fiscaux de l'assurance vie classique pouvant aller, dans la plupart des cas, jusqu'à une exonération totale des droits de succession dans la limite de 152 000 euros transmis par bénéficiaire et une exonération d'impôts sur les gains au bout de 8 ans dans la limite de 4 600 euros pour une personne seule ou 9 200 euros pour un couple, hors prélèvements sociaux.

### Prélèvements sociaux
Les prélèvements sociaux, pour la partie investie en fonds en euros, ne sont pas perçus au fil de l'eau (lors de l'inscription des intérêts en compte).
Cependant, ils restent dus au moment d'un rachat.